# Gepaepyris
Gepaepyris (en grec ancien : Γηπαιπυρεως) est une reine du Bosphore et de Colchide qui règne d'environ 37/38 à 39, assurant le titre de régente pour son fils Mithridate II.

## Biographie
Fille de Cotys VIII, roi sapéen de Thrace, et d’Antonia Tryphaena, elle épouse Tibérius Julius Aspourgos, roi du Bosphore et fils d'Asandros et de la reine Dynamis du Pont.
Cette union introduit dans la dynastie du Bosphore l'usage des noms thraces qui sont portés concurremment par les rois avec les noms persans ou sarmates jusqu'au début du IVe siècle.
Elle devient reine-régente en 37/38 (on possède des émissions monétaires à son nom, « ΒΑΣΙΛΙΣΣΗΣ ΓΗΠΑΙΠΥΡΕΩΣ », où la reine porte un diadème).

## Famille

### Mariage et enfants
De son mariage avec le roi Tibérius Julius Aspourgos, elle eut :
- Mithridate II ;
- Cotys Ier.